# Циклин

Концентрация циклинов на разных стадиях клеточного цикла.

Циклины — семейство белков-активаторов циклин-зависимых протеинкиназ (CDK) (англ. CDK, cyclin-dependent kinases) — ключевых ферментов, участвующих в регуляции клеточного цикла эукариот. Циклины получили своё название в связи с тем, что их внутриклеточная концентрация периодически изменяется по мере прохождения клеток через клеточный цикл, достигая максимума на его определенных стадиях.
Каталитическая субъединица циклин-зависимой протеинкиназы частично активируется в результате взаимодействия с молекулой циклина, которая образует регуляторную субъединицу фермента. Образование этого гетеродимера становится возможным после достижения циклином критической концентрации. В ответ на уменьшение концентрации циклина происходит инактивация фермента. Для полной активации циклин-зависимой протеинкиназы должно произойти специфическое фосфорилирование и дефосфорилирование определенных аминокислотных остатков в полипептидных цепях этого комплекса. Одним из ферментов, осуществляющих подобные реакции, является киназа CAK (CAK — CDK activating kinase).

## Активность в ходе клеточного цикла
| циклин   | Cdk  | фаза клеточного цикла |
| -------- | ---- | --------------------- |
| циклин Е | Cdk2 | вход в S-фазу         |
| циклин A | Cdk2 | вход в G2-фазу        |
| циклин B | Cdk1 | вход в M-фазу         |